# کود زیستی
کودهای زیستی، زیست‌کودها یا کودهای بیولوژیک (به انگلیسی: Biofertilizer) به مواد حاصل‌خیزکننده‌ای گفته می‌شود که دارای تعداد کافی از یک یا چند گونه از میکروارگانیسم‌های سودمند خاک‌زی یا همزیست با ریشه هستند. کودهای زیستی، ریزاندامگان‌هایی (میکروارگانیسم‌هایی) هستند که قادرند عناصر غذایی خاک را در یک فرایند زیستی تبدیل به مواد مغذی همچون ویتامین‌ها و دیگر مواد معدنی کرده و به ریشه گیاه برساند. مصرف کودهای زیستی کم هزینه تر هستند و در اکوسیستم آلودگی به وجود نمی‌آورد. کودهای زیستی مواد نگه‌دارندهٔ میکروارگانیزم‌های سودمند خاک می‌باشند.

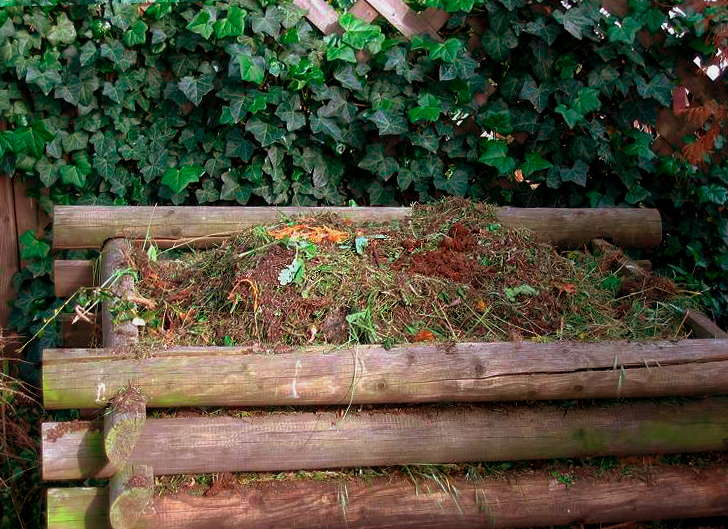
جایی ویژه برای فرآوری کمپوست

در سال ۲۰۰۵، Fuentes-Ramirez و Caballero-Mellado کود زیستی را به عنوان «محصولی که دارای میکروارگانیسم‌های زنده است، و اثرات مفید مستقیم یا غیرمستقیم بر رشد گیاه و مزرعه از طریق مکانیسم‌های مختلف اعمال می‌کند» تعریف کردند. اصطلاح «کود زیستی» نه تنها نباید با اصطلاحاتی مانند کود گیاهی یا حیوانی، کودهای مخلوط یا کودهایی که به ترکیبات معدنی و آلی اشاره دارد، استفاده شود، بلکه با محرک‌های زیستی مشتق‌شده از میکروارگانیسم‌ها و محصولات مبتنی بر سلول‌های میکروبی مرده یا عصاره‌های با منشأ میکروبی هم متفاوت است.

## پیشینه
در دهه‌های گذشته به دلیل مصرف کودهای شیمیایی اثرات زیست‌محیطی متعددی از جمله انواع آلودگی‌های آب و خاک و مشکلاتی در خصوص سلامتی انسان و دیگر موجودات زنده به وجود آمد. سیاست کشاورزی پایدار و توسعه پایدار کشاورزی، متخصصین را بر آن داشت که هر چه بیشتر از موجودات زنده در خاک در جهت تأمین نیازهای غذایی گیاه کمک بگیرد و بدین سان بود که تولید کودهای زیستی آغاز شد. نخستین کود زیستی در اواخر قرن نوزدهم مورد استفاده قرار گرفت و از آن تاریخ به بعد سایر کودهای بیولوژیک ساخته شدند.
اندامگان (ارگانیزم‌هایی) که در تولید کودهای بیولوژیک مورد استفاده قرار می‌گیرند، عمدتاً از محیط زیست جداسازی می‌شوند. در شرایط آزمایشگاه در محیط‌های کشت مخصوص تکثیر و پرورش پیدا می‌کنند، آماده و مصرف می‌شوند. البته مصرف کودهای زیستی دیرینگی زیادی دارد. تولیدکنندگان محصولات برای تقویت زمین‌های کشاورزی، گیاه تیره‌ای به نام لگومینوز را کشت می‌کردند و بر این باور بودند که با کشت آن باروری خاک افزایش پیدا می‌کند.

## هدف
هدف از مصرف کودهای زیستی، تقویت حاصل‌خیزی و باروری خاک، و تأمین نیازهای غذایی سالم و غنی تر، برداشت بیشتر بدور از آلوده‌سازی زیست‌بوم است. افزایش محصول از نظر کمی وکیفی بدون آسیب رساندن به اکوسیستم مزرعه.

## کاربرد
امروزه با افزایش تولید کشاورزی به جهت رفع نیازمندی‌های رو به رشد جمعیت در حال گسترش، نگرانی در مورد آینده تأمین غذا برای مردم مطرح گردیده‌است. آلودگی‌های آب، خاک، هوا و فرسایش خاک، مقاومت آفات به سموم و گسترش کود شیمیایی سبب گردید تا به جهت حفظ منابع به گذشته و کشت‌های صنعتی برگردیم. پس برای تولید محصولات سالم و پاک و در نتیجه انسان‌هایی سالم و با نشاط، هیچ راهی جز کشاورزی زیستی نداریم، کشاورزی زیستی و دامی. استفاده از فراورده‌های گیاهی زیستی رابطه تنگاتنگ با تندرستی افراد جامعه دارد.
با توجه به تقاضای روزافزون برای مصرف فراورده‌های کشاورزی زیستی، که بنمایه آن بر مدیریت درست خاک و محیط رشد گیاه و درخت بنیان است، به گونه‌ای عمل می‌شود که در تغذیه گیاهان و درختان، تعادل بین عناصر مورد نیاز در خاک به هم نخورد و در هنگام رشد نیز، نیازی به استفاده از سموم و آفت‌کش‌ها نباشد. و در تغذیه خاک کشاورزی، به جای استفاده از کود شیمیایی ار کودهای طبیعی نظیر خاک برگ، جلبک و کودهای حیوانی و بیولوژیکی استفاده شود. در صورت نیاز به مبارزه با آفت‌ها نیز به جای کاربرد سموم و آفت‌کش‌های شیمیایی، از شیوه‌های زیستی همچون ریزاندامگان کارآ، کفشدوزک، زنبورها و باکتری‌ها یا از ارقام مقاوم به آفت‌ها در کشت و زرع، بهره‌برداری می‌شود و در این نوع کشاورزی از دانه‌های اصلاح شده ژنتیکی و در معرض تابش پرتو قرار گرفته استفاده نمی‌شود.
از این‌سو، محصول نهایی که به دست مصرف‌کننده می‌رسد بدور از باقیمانده‌های سمی و شیمیایی و ماده نگه‌دارنده خواهد بود. از سوی دیگر، فراورده‌های خوراکی با کیفیت، که محصول کودهای زیستی است نه تنها باعث رضایت مصرف‌کنندگان می‌شود بلکه تأمین و تضمین سلامت جسمی آنان را نیز در پی دارد.

## مزایای استفاده
- افزایش میزان مواد غذایی و مواد آلی خاک
- کاهش نیاز به مصرف کودهای شیمیایی
- افزایش قدرت جذب مواد غذایی توسط گیاهان
- جلوگیری از فرسایش خاک
- گوگرد موجود در کود سبب اصلاح شوری خاک می‌شود

## دسته‌بندی
دسته‌بندی با توجه به نوع میکروارگانیسم‌ها کودهای زیستی:
1. ریزاندامگان کارآ (میکروارگانیسم‌های سودمند EM)
2. کودهای زیستی باکتریایی (ریزوبیوم- ازتوباکتر- آزوسپریلیوم-…)
3. کودهای زیستی قارچی (میکوریزا)
4. کودهای زیستی جلبکی (جلبک‌های سبز- آبی و آزولا)
5. کودهای زیستی اکتینومیست‌ها (فرانکیا)

## چرا از فراورده‌های زیستی استفاده می‌کنیم؟
خوراک زیستی به خورراکهایی گفته می‌شود که بدون استفاده از کودهای شیمیایی، آفت‌کش‌ها و علف‌کش‌های مصنوعی و دگرگونی‌های ژنتیک تولید شده باشند.
نیاز به غذای زیستی (غذای عاری از ترکیبات شیمیایی و فرایند شده بدون افزودنی‌ها) فاقد سموم دفع آفات به سرعت رو به افزایش است. این سموم برای کشتن ارگانیسم‌ها طراحی می‌شوند و بنابراین یک خطر جدی برای سلامت انسان محسوب می‌شود. طبق اعلام انستیتوی ملی سرطان ۳۰ درصد حشره‌کش‌ها، ۶۰ درصد علف‌کش‌ها و ۹۰ درصد قارچ‌ها سرطان‌زا هستند. و این تنها یکی از اثرات جانبی منفی است. این مواد شیمیایی می‌توانند به سیستم عصبی و هورمونی آسیب برسانند. کودکان بیش از بزرگسالان در برابر سموم کشاورزی آسیب‌پذیرند. در واقع آن‌ها نسبت به اندام کوچکشان در معرض درصد بالاتری از این مواد قرار دارند.

## نتیجه‌گیری
بر اساس نتایج به دست آمده در ایران سرانه مصرف سم در محصولات کشاورزی به ازای هر نفر ۴۰۰ گرم و همچنین میزان مصرف کود شیمیایی از ۵/۲ به ۵/۳ میلیون تن در ۱۰ سال گذشته افزایش داشته‌است. در کشاورزی رایج از بیش از ۳۰۰ نوع ترکیب شیمیایی خطرناک نظیر آفت‌کش‌ها، علف‌کش‌ها و کودهای شیمیایی به منظور کنترل آفات و حشرات و بارورسازی خاک استفاده می‌گردد که بازمانده‌های این مواد علاوه بر آلوده کردن آب‌های زیرزمینی و هوا، جذب گیاهان و درختان شده و بخشی از آن در محصولات کشاورزی به عنوان نمونه میوه‌ها و سبزی‌ها رسوب کرده و در طی مصرف به بدن انسان منتقل خواهد کرد.
طبق اطلاعات کمیته محصولات زیستی، کل سطح کشت محصولاتی که در ایران بدون استفاده از سموم و کودهای شیمیایی تولید شده‌اند، حدود ۲۳۹ هزار و ۳۶۴ هکتار که شامل ۱۲۵ هزار و ۸۰۲ هکتار محصولات باغی و ۱۱۳ هزار و ۶۵۹ هکتار محصولات زراعی است و به طورکلی میزان سطح کشت محصولات کشاورزی و باغی که تولید آن‌ها بدون استفاده از کود و سم انجام می‌گیرد، به ترتیب یک و ۲/۷ درصد از کل سطوح زیر کشت محصولات زراعی و باغی ایران را تشکیل می‌دهد.
با توجه به اینکه ۲/۱ درصد اراضی کشاورزی جهان در ایران قرار دارد و فقط ۳/۰ درصد سموم مصرفی جهان در ایران مصرف می‌شود در وضعیت بهتری نسبت به میانگین جهان قرار دارد، بنابراین توصیه می‌شود برای پایه‌گذاری سیستم کشاورزی زیستی در ایران همزمان با توسعه تولید این محصولات در مورد ایجاد زمینه‌های عرضه مطمئن در شبکه توزیع نیز برنامه‌ریزی لازم صورت گیرد زیرا اقتصادی کردن کشاورزی زیستی برای توسعه و گسترش آن ضروری است.